# Raul Figueiredo
Raúl António Leandro de Figueiredo (10 marzo 1927 – ...) è stato un calciatore portoghese, di ruolo difensore.

## Carriera

### Nazionale
Ha collezionato 3 presenze con la maglia della Nazionale.

## Statistiche

### Presenze e reti in Nazionale
| Cronologia completa delle presenze e delle reti in nazionale ― Portogallo | Cronologia completa delle presenze e delle reti in nazionale ― Portogallo | Cronologia completa delle presenze e delle reti in nazionale ― Portogallo | Cronologia completa delle presenze e delle reti in nazionale ― Portogallo | Cronologia completa delle presenze e delle reti in nazionale ― Portogallo | Cronologia completa delle presenze e delle reti in nazionale ― Portogallo | Cronologia completa delle presenze e delle reti in nazionale ― Portogallo | Cronologia completa delle presenze e delle reti in nazionale ― Portogallo |
| Data                                                                      | Città                                                                     | In casa                                                                   | Risultato                                                                 | Ospiti                                                                    | Competizione                                                              | Reti                                                                      | Note                                                                      |
| ------------------------------------------------------------------------- | ------------------------------------------------------------------------- | ------------------------------------------------------------------------- | ------------------------------------------------------------------------- | ------------------------------------------------------------------------- | ------------------------------------------------------------------------- | ------------------------------------------------------------------------- | ------------------------------------------------------------------------- |
| 03-06-1959                                                                | Lisbona                                                                   | Portogallo                                                                | 1 – 0                                                                     | Scozia                                                                    | Amichevole                                                                | -                                                                         |                                                                           |
| 21-06-1959                                                                | Berlino                                                                   | Germania Est                                                              | 0 – 2                                                                     | Portogallo                                                                | Qual. Euro 1960                                                           | -                                                                         |                                                                           |
| 28-06-1959                                                                | Porto                                                                     | Portogallo                                                                | 3 – 2                                                                     | Germania Est                                                              | Qual. Euro 1960                                                           | -                                                                         |                                                                           |
| Totale                                                                    |                                                                           | Presenze                                                                  | 3                                                                         |                                                                           | Reti                                                                      | 0                                                                         |                                                                           |